# Палаццо Корсини
Не путать с Палаццо Корсини аль Парионе во Флоренции
Палаццо Корсини алла Лунгара (итал. Palazzo Corsini alla Lungara) — дворец в стиле позднего барокко в Риме, возведённый для семьи Корсини между 1730—1740 годами на основе располагавшейся на этом месте виллы XV века Джироламо Риарио делла Ровере, племянника Папы римского Сикста IV. Новый дворец построен по проекту архитектора Фердинандо Фуги.

## История
Дворец расположен в римском районе Трастевере напротив Виллы Фарнезина. В 1686 году фасад Палаццо Корсини перестраивал флорентийский архитектор Фердинандо Такка по аналогии с фасадом Палаццо Питти во Флоренции. На протяжении 1659-1689 годов в тогдашнем дворце Риарио жила эксцентричная бывшая королева Кристина, после своего отречения от шведского престола перебравшаяся в Рим. Под её покровительством дворец стал местом первых встреч римской Аркадской академии. В 1736 году флорентийский кардинал Нери Корсини, племянник бывшего кардинала Лоренцо Корсини (в 1730—1740 годах Папы римского Климента XII), основавшего уникальную библиотеку, приобрёл виллу и земли вокруг и возвёл и поныне существующий палаццо. Во время наполеоновской оккупации Рима во дворце поселился Жозеф Бонапарт. Интерьеры дворца украшены фресками и рельефами в технике стукко. Среди декораторов были известные флорентийские мастера XVIII века: А. Д. Габбиани, А. Герардини.

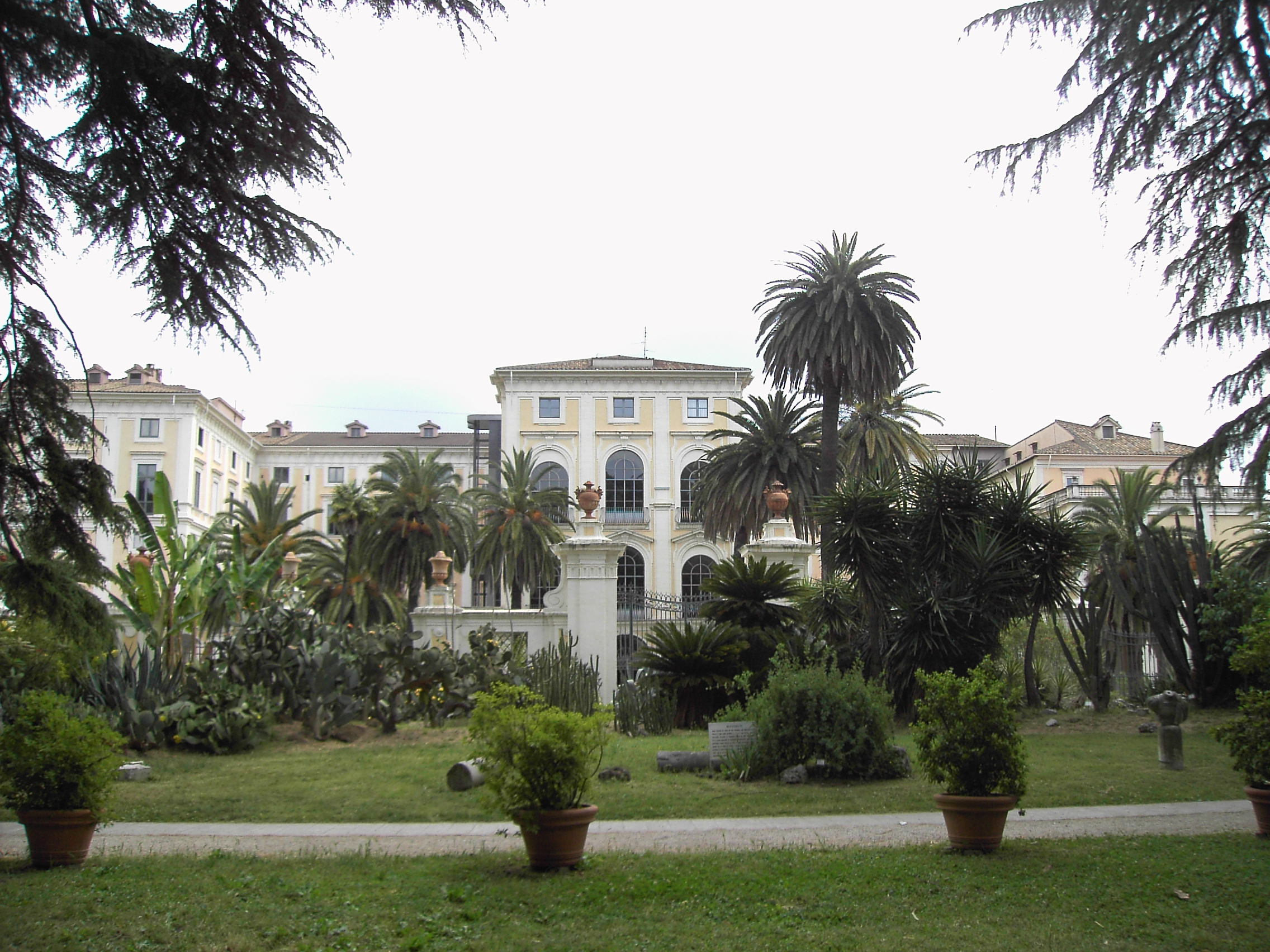
Палаццо Корсини. Садовый фасад

В настоящее время в Палаццо Корсини расположены несколько отделений Национальной академии деи Линчеи и Галерея Корсини. Сады, которые поднимаются на холм Яникул, являются частью Ботанического сада Римского университета. Кроме того, дворец не единственный Палаццо Корсини в Италии; есть целый ряд дворцов, принадлежащих различным линиям этой флорентийской семьи, этот же римский дворец, построенный после занятия членом семьи Корсини папского престола, часто называют Palazzo Corsini Lungarno. Другой наиболее известный Палаццо Корсини (Palazzo Corsini al Parione) расположен на берегу реки Арно во Флоренции.

## Галерея Корсини

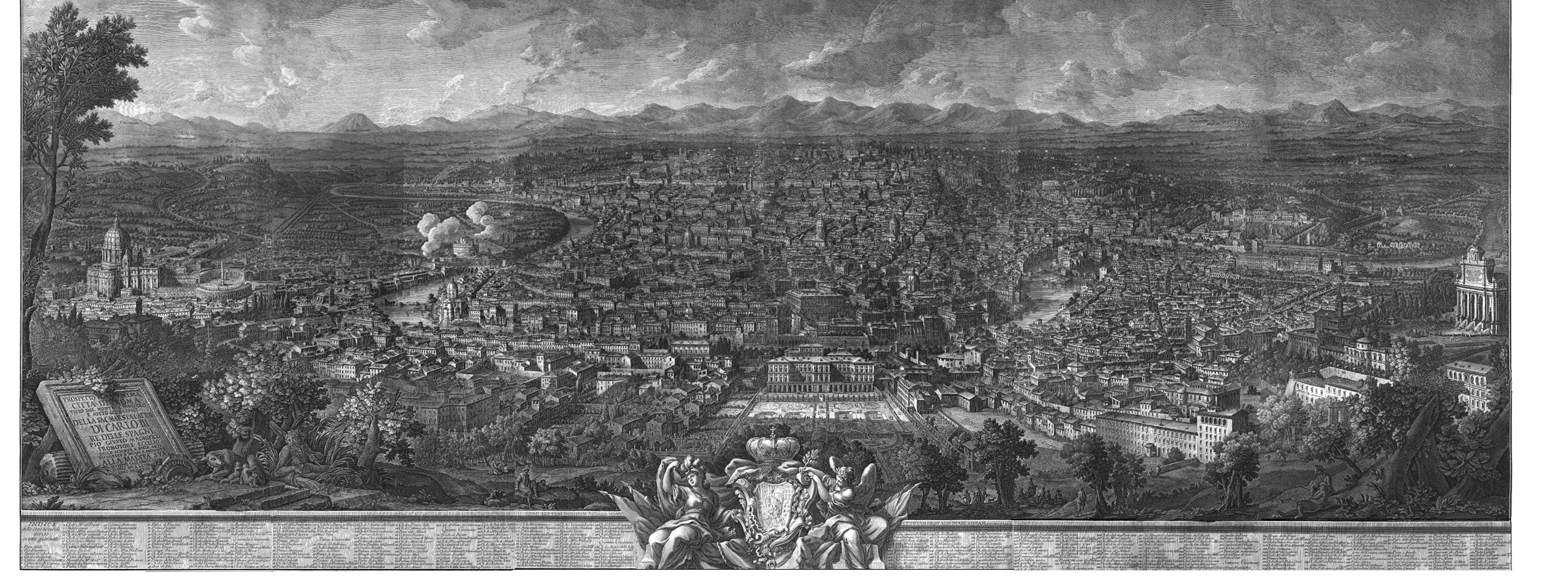
Вид на Рим с холма Яникула, Джузеппе Вази (в центре Палаццо Корсини)

Национальная галерея старинного искусства , известный художественный музей, занимает второй этаж Палаццо Корсини. Коллекции галереи старинного искусства (в подавляющем большинстве работы после 1000 года) расположены в различных римских строениях: Палаццо Барберини, Галерея Боргезе и Палаццо Корсини.
Первые произведения были собраны известным коллекционером живописи XVII века, кардиналом Нери Мария Корсини, коллекция дополнялась другими членами семьи и из коллекций папы Климента XII и его племянника. В 1883 году дворец и его содержимое были проданы государству. Большинство основных экспонатов Галереи Корсини переданы в дар семьёй Корсини. Таким образом, коллекция Корсини демонстрируется в относительно первоначальном виде и в родном месте. Собрание Корсини, как и Галерею Боргезе, собрание Альтемпс, Барберини, Памфили, Спада, Торлония и другие коллекции знаменитых римских и флорентийских семей, можно отнести к так называемым фидеокомиссным (неотчуждаемым) коллекциям. Итальянское правительство со второй половины XX века проводит активную политику восстановления изначальных родовых коллекций в исторических зданиях.
В Галерее Корсини широко представлено итальянское искусство от раннего Возрождения до позднего XVIII века. Представлены работы как исторического и религиозного содержания, так и пейзажи с жанровыми картинами.
В состав коллекции Галереи Корсини входят работы художников Фра Беато Анджелико, Якопо Бассано, Карраччи, Караваджо, Ван Дейка, Франческо Франчи, Джентилески, Джордано, Гверчино, Ангелики Кауфман, Ланфранко, Карло Маратты, Мурильо, Маттиа Прети, Гвидо Рени и других.